# Улица Неверовского (Москва)
Улица Неверо́вского (до 23 декабря 1971 года 2-я улица Покло́нной Горы́) — улица в Западном округе города Москвы в районе Дорогомилово, проходящая от улицы Генерала Ермолова до улицы Барклая.

## Происхождение названия
Названа в 1971 году в честь генерал-лейтенанта, героя Отечественной войны 1812 года Д. П. Неверовского. До 1971 года имела название 2-я улица Поклонной Горы, из-за близкого расположения к Поклонной горе.

## Здания и сооружения
По нечётной стороне:
- № 13 — конечная троллейбусная станция «Ул. Генерала Ермолова» (также — «Метро „Парк Победы“»)
- № 15 — магазин «Седьмой Континент»

По чётной стороне: